# Spettri
Spettri (Espectros en España, Spectros - De entre las tumbas en México) es una película de terror italiana de 1987 dirigida por Marcello Avallone.

## Argumento
Durante las excavaciones para el metro de Roma, el colapso de un muro saca a la luz una necrópolis subterránea. Cuatro arqueólogos: Lasky, Barbara, Marco y Andrea, en busca de la tumba no identificada de Domiciano, se convierten en víctimas de las fuerzas del mal que habitan en la tumba.

## Reparto
| Actor                     | Personaje            |
| ------------------------- | -------------------- |
| John Pepper               | Marcus               |
| Katrine Michelsen         | Alice                |
| Donald Pleasence          | Profesor Lasky       |
| Massimo De Rossi          | Matteo               |
| Riccardo De Torrebruna    | Andrea               |
| Lavinia Grizi             | Barbara              |
| Riccardo Parisio Perrotti | Gaspare              |
| Laurentina Guidotti       | Maria                |
| Erna Schürer              | Guía de la catacumba |